# كابويرنيجا
بلدية كابويرنيجا (بالإسبانية: Cabuérniga)‏، هي إحدى بلديات منطقة كانتابريا, المصنفة على أنها مقاطعة أيضاً، في شمال إسبانيا.
يبلغ عدد سكانها 1.114 نسمة وفقاً لإحصائية سنة (2002).